# Israel Puerto
Israel Puerto Pineda (El Viso del Alcor, Andalucía, 15 de junio de 1993) es un futbolista español que se desempeña como defensa, actualmente en el Al-Jabalain Club de la Liga Príncipe Mohammad bin Salman.

## Biografía
Israel Puerto Pineda, nacido el 15 de junio de 1993 en El Viso del Alcor, provincia de Sevilla, es hijo de Israel Puerto y María Dolores Pineda. Es el mayor de dos hermanos; su hermano Ángel también milita en las categorías inferiores del Sevilla FC.

## Trayectoria
Jugador en sus principios en el equipo de su pueblo, El Viso del Alcor, poco después el Sevilla FC se interesó por este jugador y desde entonces ha estado en las categorías inferiores del Sevilla FC. Ha sido internacional sub-19 y sub-20 con la selección española de fútbol.
El 1 de julio de 2014 se oficializa su fichaje por el Villarreal CF, de la Primera División de España.
El 5 de marzo de 2015 rescinde su contrato con el Villarreal CF y firma un contrato de 2 años con el CD Lugo.
El 21 de noviembre de 2016 ficha por el Racing de Santander equipo que militaba en la Segunda División B de España
El 22 de junio de 2019 ficha por el Śląsk Wrocław, equipo que actualmente compite en la Ekstraklasa, la máxima categoría del sistema de divisiones de Polonia. Firma un contrato de 2 años con opción a otras 2 más.
En julio de 2023, firma por el Al-Jabalain Club de la Liga Príncipe Mohammad bin Salman.

## Clubes
| Club                    | País           | Año       | Part. | Goles |
| ----------------------- | -------------- | --------- | ----- | ----- |
| Sevilla B               | España         | 2010-2013 | 13    | 0     |
| Sevilla FC              | España         | 2013-2014 | 5     | 0     |
| Villareal CF B          | España         | 2014-2015 | 25    | 3     |
| CD Lugo                 | España         | 2015-2016 | 31    | 1     |
| Racing Santander        | España         | 2016-2017 | 15    | 1     |
| Club Deportivo Mirandés | España         | 2017-2018 | 27    | 0     |
| Recreativo de Huelva    | España         | 2018-2019 | 39    | 4     |
| Śląsk Wrocław           | Polonia        | 2019-2021 | 49    | 3     |
| Jagiellonia Białystok   | Polonia        | 2021-2023 |       |       |
| Al-Jabalain Club        | Arabia Saudita | 2023-act. |       |       |

## Palmarés

### Campeonatos internacionales
| Título                 | Club       | País   | Año     |
| ---------------------- | ---------- | ------ | ------- |
| Liga Europa de la UEFA | Sevilla FC | España | 2013-14 |